# Armando Pontier
Armando Pontier (Armando Francisco Punturero; * 29. August 1917 in Zárate; † 25. Dezember 1985 in Buenos Aires) war ein argentinischer Tangokomponist, Bandoneonist und Bandleader.

## Leben
Pontier besuchte seit seiner Kindheit die Musikschule Juan Ehlerts. Dieser brachte später ihn und seine Mitstudenten Enrique Francini, Héctor Stamponi und Cristóbal Herreros für Auftritte im Radio nach Buenos Aires. Seine professionelle Laufbahn begann er im Orchester Miguel Calós. Er gründete dann eine Formation mit Francini und 1955 ein eigenes Orchester. Die Bandoneonsektion war besetzt mit Pontier selbst, Nicolás Paracino, Antonio Roscini und Ángel Digiovanni, die Geiger waren Alberto del Bagno, José Sarmiento, Ernesto Gianni und Pedro Desret, der Pianist Ángel Cichetti und der Kontrabassist Fernando Cabarcos. Als Sänger wurden Julio Sosa und Roberto Florio (später Oscar Ferrari) engagiert. Zehn Jahre lang war Pontier mit seinem Orchester einer der Stars bei Radio Belgrano, Ende der 1950er Jahre trat er bei den Karnevalsbällen im Centro Asturiano auf. Nachfolger des Sängers Julio Sosa wurde Héctor Darío, und Roberto Rufino nahm den Platz von Oscar Ferrari ein.
1963 schloss er sich mit Enrique Francini, Domingo Federico, Alberto Podestá und Raúl Berón dem von Miguel Caló geleiteten  Orquesta de las Estrellas an, dessen Pianist Orlando Trípodi war. 1966 leitete er erneut ein eigenes Orchester, dessen Sänger Alberto Podestá und Héctor Darío waren. Seine erste Japantournee unternahm er mit  Darío und Néstor Real. Später leitete er ein Sextett mit den Sängern Oscar Ferrari und Carlos Casado, mit dem er bei Radio Municipal und im Cabaret Marabú auftrat. Mit Casado nahm er eine LP auf.
1973 unternahm er eine zweite Japantournee. Seinem Orchester gehörten u. a. Omar Murtagh, Néstor Marconi und Omar Valente an. Die Sängerin war Alba Solís. 1982 engagierte er den jungen uruguayischen Sänger Gustavo Nocetti. Roberto Goyeneche nahm mit Aníbal Troilo eine LP mit vierzehn Songs Pontiers nach Texten von Federico Silva bei RCA-Victor auf. Pontier litt unter Depressionen und nahm sich am 25. Dezember 1985 das Leben.

## Kompositionen
- Corazón no le hagas caso
- Trenzas
- Tabaco
- Claveles blancos
- Margo
- Anoche
- A los amigos
- A Zárate
- A tus pies bailarín
- Cada día te extraño más
- El milagro
- Claveles blancos
- El vals soñador
- Milongueando en el 40
- Bien criolla y bien porteña
- A José Manuel Moreno
- Pichuco